# Siemion Farada
Siemion Farada (właściwie Siemion Lwowicz Ferdman, Семён Львович Фердман, ur. 31 grudnia 1933, zm. 20 sierpnia 2009 w Moskwie) – radziecki i rosyjski aktor teatralny i filmowy.

## Życiorys
Urodził się w żydowskiej rodzinie oficera Lwa Ferdmana i farmaceutki Idy Szuman. Ojciec zmarł, gdy Siemion miał 14 lat. Siemion próbował kariery wojskowej, ale nie udało mu się spełnić wymagań stawianych przez szkoły wojskowe Złożył podanie do Politechniki Moskiewskiej im. Baumanna, po trzech latach nauki tam trafił do Floty Bałtyckiej na czteroletnią służbę, gdzie dostrzeżono jego umiejętności aktorskie i skierowano do wojskowego teatru w Bałtijsku. Po ukończeniu służby wojskowej powrócił na politechnikę, którą ukończył w roku 1962, by pracować jako inżynier przez następnych siedem lat. Zajęcie to łączył z amatorskim aktorstwem w teatrze studenckim Uniwersytetu Moskiewskiego. W latach siedemdziesiątych rozpoczął pracę w moskiewskim Teatrze na Tagance, ponadto wystąpił w około 70 filmach. W 2000 roku przeszedł na emeryturę.
Pochowany na Cmentarzu Trojekurowskim w Moskwie.

## Wybrana filmografia
- 1990: Prywatny detektyw, czyli operacja „Kooperacja”
- 1995: Fatalne jaja

## Nagrody i odznaczenia
- Zasłużony Artysta RFSRR (1991)[6]
- Ludowy Artysta Federacji Rosyjskiej (1999)[7]